# 층층이꽃
층층이꽃(Clinopodium chinense var. parviflorum )은 한국 각처의 산이나 들에 흔히 나는 여러해살이풀로 높이 15-40cm이다. 전체에 짧은 털이 있고, 원줄기는 네모지며, 곧게 한다. 잎은 마주나며 끝이 뾰족하고, 밑은 원형, 길이 2-4cm, 가장자리에 톱니가 있으며, 잎자루가 있다. 꽃은 분홍색, 길이 8-12mm, 줄기나 가지 끝에 밀생하여 층층으로 달리고, 포는 선형, 긴 털이 있다. 꽃받침은 5갈래, 붉은빛이 돌고, 털이 있다. 열매는 소견과, 둥근 모양이며 어린잎과 줄기는 식용, 뿌리는 약용한다.

## 관리 및 번식법
관리법 : 화단이면 어느 곳에서나 잘 자란다.   
번식법 : 10월에 받은 종자를 바로 화분에 뿌려 뿌리가 많이 나면 옮겨 심으며 이듬해 봄에 포기나누기를 한다.